# Francesco Bussone da Carmagnola
Pour les articles homonymes, voir Bussone et Carmagnole.
Francesco Bussone da Carmagnola, dit Carmagnole (1385 - 5 mai 1432), est un condottiere italien, né à Carmagnole en Piémont, vers 1382, qui œuvra pendant une dizaine d'années pour le duc de Milan avant de vendre ses services à la république de Venise.

## Biographie
Né dans une très modeste famille d'agriculteurs de Carmagnola près de Turin, Francesco Bussone da Carmagnola, sans doute analphabète, est d'abord gardien de pourceaux, puis valet d'armes. Il s'engage au côté de Facino Cane qui remarque son courage et son adresse. Une fois formé, il offre ses services aux Florentins qui le nomment capitaine. Il remporte une première victoire contre les Lucquois, puis investit Sienne et Arezzo en évitant la percée de Guidantonio da Montefeltro vers Florence et celle de Pandolfo Malatesta vers Brescia. 
En 1411, il abandonne sa condotta devenue trop coûteuse et cherche des employeurs à Pavie contre Facino Cane qui combat Philippe Marie Visconti, duc de Milan. Entré comme simple soldat en 1412 dans les troupes de ce dernier à la mort de Giovanni Maria Visconti et de Facino Cane, il se distingue en présence du duc qu'il aide à devenir maître de Milan en opérant la réunion des principautés confisquées aux capitaines de Facino Cane, puis il prend rapidement le commandement général de toutes ses armées qu'il réorganise efficacement. Pendant cinq ans, il entraine quotidiennement 8 000 cavaliers au maniement des armes et dispose de 2 000 fantassins bien équipés. Il devient le libérateur du Milanais en se battant pendant une dizaine d'années, entre 1415 et 1424, contre Pandolfo Malatesta, Gabriele Fonduto et Filippo Arceli, seigneurs et condottieres. Il défait aussi Colleoni, les seigneurs Benzoni de Crema, et prend d'assaut Bergame et Crémone.  Le duc de Milan le félicite publiquement, le couvre de cadeaux, lui offre Antonia Visconti, une de ses parentes, en mariage ainsi que le comté de Castelnuovo (Crema). Carmagnola fait construire le palais du Broletto dans Milan. Après avoir conquis Plaisance, il fait exécuter le fils et le frère de Filippo Arcelli. Il obtient l'honneur de porter le titre de vicomte avec, sur son écu, les armes des Visconti associées à celles de l'empereur. Il termine la reconquête totale du duché de Milan en se battant contre Gênes en 1419, puis contre Crémone, Brescia et Bergame en 1420 .  
Jalousé par Visconti qui craint sa puissance, insatisfait par le titre de gouverneur de Gênes qu'il vient d'obtenir, il estime ne pas recevoir les récompenses dignes de ses exploits et négocie en secret avec la république de Venise. Travesti en homme du rang au sein d'une escorte réduite, il se rend dans la Sérénissime pour proposer ses services en février 1425. Le duc de Milan lui confisque tous ses biens. Le 15 février 1426, les Vénitiens lui confient le commandement de leurs forces armées. Il soutient Florence menacée par les Visconti mais soutenue par les Vénitiens. En route, il prend Brescia qu'il avait offerte quelques mois auparavant à Milan, puis Crémone, constituant un véritable État territorial en Italie du Nord, la Stato da Terraferma. 
En 1427, Pavie est menacée quand Philippe Maria Visconti accepte de négocier discrètement mais Venise demande à Camargnola d'attaquer près de Maclodio. Encadrée par  les militaires les plus habiles de l'Italie, Francesco Sforza, Niccolò Piccinino, 
Angelo della Pergola, Carlo Malatesta et Guido Torelli, l'armée milanaise compte près de 12 000 cavaliers et plus de 6 000 fantassins. Carmagnola avec l'aide des condette de Gianfrancesco Gonzaga et Niccolo da Tolentino comptant 18 000 cavaliers et 8 000 fantassins, anéantit ses adversaires en faisant de nombreux prisonniers. La générosité de Carmagnola envers ces derniers le rend suspect au conseil des Dix. En 1428, le duc de Milan lui restitue ses biens confisqués et tous ses titres sont confirmés. L'année suivante, il demande une suspension de son contrat de condotta signé avec le gouvernement vénitien. Cette demande est refusée, une avance financière lui est promise et un avenant au contrat l'engage pour deux ans de plus. La guerre reprend contre Milan en 1431 sous la direction du doge Francesco Foscari. Le gouvernement vénitien accepte de lui offrir les possessions conquises à l'exception de Milan, et si la guerre se termine avant la reconquête totale de tous ses anciens fiefs, de lui remettre en échange d'autres comtés pris par son armée. Après des tergiversations et quelques revers dont une défaite de la flotte fluviale du commandant Niccolo Trevisan mise en difficulté après qu'il a refusé de l'aider en 1431, puis l'abandon de Crémone à l'ennemi, les soupçons de trahison semblent se confirmer. Il se bat avec générosité dans le Frioul quand il est convoqué à Venise au début du mois d'avril 1432. Dès son arrivée, huit nobles partent à sa rencontre. Il est aussitôt arrêté et jugé par le Collège secret et condamné à mort pour fait de haute trahison. Il est décapité le 5 mai 1432 entre les deux colonnes de la piazzetta face au palais des Doges devant une foule considérable. 
Cet événement a fourni à Alessandro Manzoni le sujet d'une tragédie : Il Conte di Carmagnola (1826).

## Technique militaire
Très tôt, Carmagnola comprend que la guerre de siège pourrait supplanter la guerre de mouvement car les villes murées et les forteresses sont de plus en plus nombreuses. Le rôle de l'infanterie devient déterminante. Lors de la bataille d'Arbedo en 1422, alors qu'il est à la tête de 16 000 hommes, il exige que les cavaliers abandonnent leurs montures pour affronter à pied les piquiers suisses qu'il extermine près de la forteresse imprenable de Bellinzone.